# فاجانيا
فاجانيا فريولي فيانيي هي بلدية في مقاطعة أوديني في منطقة فريولي فينيتسيا جوليا الإيطالية، تقع على بعد حوالي 80 كيلومتر (50 ميل) شمال غرب ترييستي وحوالي 13 كيلومتر (8 ميل) شمال غرب أوديني. اعتبارًا من عام 2011 ، كان عدد سكانها 6،279 ومساحة37.0 كيلومتر مربع (14.3 ميل2).

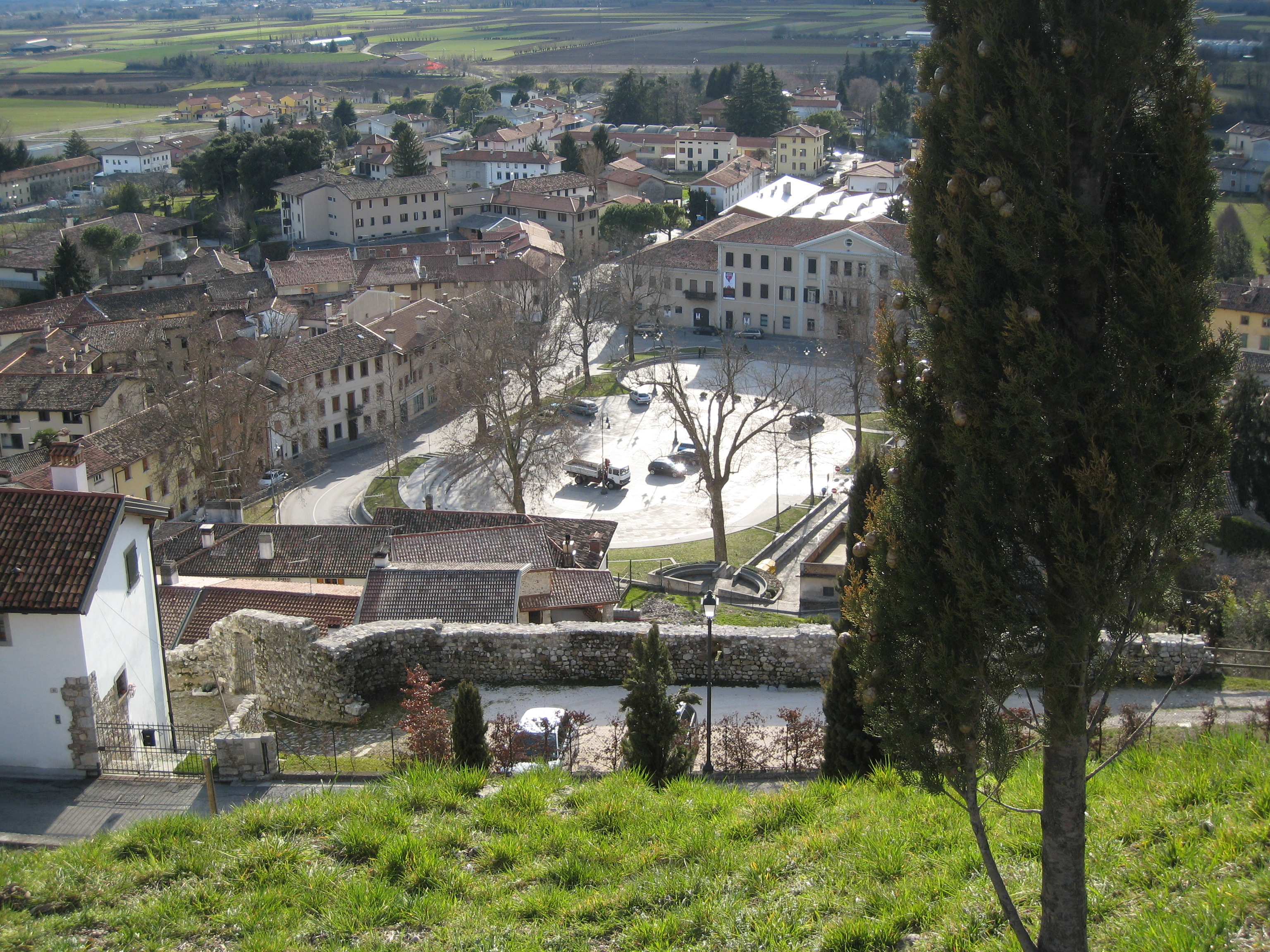

تحتوي بلدية فاجانيا على فراتسيوني (التقسيمات الفرعية، القرى والنجوع بشكل رئيسي) سيكونيكو، فيلالتا، سان جيوفاني في كولي، باتاغليا، ومادريسيو.
تقع فاجانيا على حدود البلديات التالية: باسيليانو وكولوريدو دي مونتي البانو و مارتينياكو وميريتو دي تومبا وموروتزو و ريفي داركانو وسان فيتو دا فاجانيا.
من المعروف جيدًا بين محبي الطبيعة أنها البلدية التي تهتم بالمحمية الطبيعية التي ولدت من خلالها طائر أبو منجل الأصلع الشمالي أو والدراب المهددة بالانقراض ، والتي تم إطلاق سراح 37 فردًا من بين العديد من الأفراد الموجودين في عام 2014 (في ظل ظروف غامضة إلى حد ما).

## انظر ايضاً
- ايطاليا
- فرنسا
- المانيا

## روابط خارجية
- www.comune.fagagna.ud.it/